# 厄尔省圣安德烈
厄尔省圣安德烈（法語：Saint-André-de-l'Eure），或纯音译作圣安德烈德勒尔，是法国厄尔省的一个市镇，属于埃夫勒区和厄尔省圣安德烈县。该市镇总面积19.83平方公里，2009年时的人口为3397人。

## 人口
厄尔省圣安德烈人口变化图示